# 28 mei
28 mei is de 148ste dag van het jaar (149ste dag in een schrikkeljaar) in de gregoriaanse kalender. Hierna volgen nog 217 dagen tot het einde van het jaar.

## Gebeurtenissen
- Algemeen
  - 1523 - Lodewijk I van Nassau-Weilburg wordt opgevolgd door zijn zoon Filips III van Nassau-Weilburg.
  - 1934 - In Canada wordt de Dionne-vijfling geboren.
  - 1948 - Het tweede vliegdekschip met de naam Karel Doorman wordt in dienst gesteld.
  - 1961 - De Oriënt Express vertrekt voor de laatste maal uit Parijs.
  - 1977 - In de Amerikaanse staat Kentucky komen 165 mensen om bij de brand in de Beverly Hills Supper Club.
  - 1987 - De 18-jarige Duitser Mathias Rust landt met een sportvliegtuigje op het Rode Plein in Moskou.
  - 1991 - De tanker ABT Summer, de voormalige Atlantic Baron, explodeert nadat er ruwe olie in een ballasttank terecht is gekomen en gecorrodeerde staalplaten langs elkaar schuren in slecht weer. Er vallen 5 doden en er komt 305000 m³ olie vrij.
  - 1991 - De vlucht van de Ethiopische dictator Mengistu naar Zimbabwe en de val van het DERG-regime.
- Media
  - 2002 - Bert De Graeve neemt ontslag als gedelegeerd bestuurder bij de VRT.
  - 2011 - De eerste uitzending van de 100% NL Top 10 op radiozender 100% NL.
  - 2012 - President Hugo Chávez van Venezuela heeft meer dan drie miljoen volgers op Twitter, wat hem de populairste Latijns-Amerikaanse politicus maakt op de berichtenservice.
- Oorlog
  - 585 v.Chr. - Een zonsverduistering, die plaatsvindt tijdens de Slag bij de Halys tussen Lydiërs en Meden, leidt tot het einde van de vijandelijkheden.
  - 20 - Drusus Iulius Caesar viert zijn ovatio.
  - 1568 - Alva verbant prins Willem van Oranje.
  - 1588 - De Spaanse Armada vertrekt uit de haven van Lissabon.
  - 1812 - Rusland en Turkije sluiten in Boekarest vrede.
  - 1940 - De Belgische koning Leopold III capituleert met zijn troepen (zie België in de Tweede Wereldoorlog).
  - 1942 - Uit wraak voor de moord op Reinhard Heydrich vermoorden de nazi's in Tsjecho-Slowakije meer dan 1800 mensen.
  - 1992 - Soedanese troepen veroveren de belangrijke stad Kapoita in het zuiden van het land op de opstandelingen van het Zuid-Soedanese Volksbevrijdingsfront (SPLM).
- Politiek
  - 1937 - Het Britse kabinet van Neville Chamberlain treedt aan.
  - 1979 - De akte inzake toetreding van Griekenland tot de EEG wordt ondertekend.
  - 1993 - Monaco wordt het 182ste lid van de Verenigde Naties.
  - 1993 - Dr. Edmund Stoiber wordt minister-president van Beieren.
  - 2023 - De zittende Turkse president Recep Tayyip Erdoğan wint de tweede ronde van de presidentsverkiezingen met 52% van de stemmen en is daarmee herkozen. Erdoğan nam het op tegen Kemal Kılıçdaroğlu.[1]
- Religie
  - 640 - Paus Severinus, die reeds in 638 gekozen werd, treedt eindelijk als paus aan.
  - 1258 - Paus Alexander IV vaardigt te Viterbo twee bullen uit ter bescherming van de abdij van Saint-Denis.
  - 1453 - De christelijke mis wordt voor het laatst in de Aya Sofia in Constantinopel opgedragen.
  - 1536 - Ondertekening van de Formula Concordiae; afsluiting van de Concordie van Wittenberg.
  - 1769 - Bisschopswijding van Paus Clemens XIV in Rome.
  - 1902 - Encycliek Mirae Caritatis van Paus Leo XIII over de Heilige Eucharistie.
  - 1965 - Het rooms-katholieke aartsbisdom Westminster in Engeland wordt gesplitst in twee kerkprovincies: het bestaande Aartsbisdom Westminster met drie bisdommen en het nieuwe Aartsbisdom Southwark met de bisdommen Plymouth en Portsmouth en het nieuwe Bisdom Arundel en Brighton.
  - 1977 - Bisschopswijding van Joseph Ratzinger, aartsbisschop van München en Freising.
  - 2006 - Paus Benedictus XVI bezoekt op de laatste dag van zijn verblijf in Polen het voormalige concentratiekamp Auschwitz.
- Recreatie
  - 1966 - In het Disneyland Park te Anaheim opent de attractie "It's a small world".
- Sport
  - 1910 - Ralph Craig loopt met 21,2 seconden een wereldrecord op de 200 meter.
  - 1950 - Het Ghanees voetbalelftal speelt onder de naam Goudkust de eerste officiële interland en wint met 1-0 van Nigeria.
  - 1967 - Doelman Frans de Munck neemt op 44-jarige leeftijd afscheid van het voetbal tijdens een vriendschappelijke duel tussen Vitesse en 1. FC Köln.
  - 1967 - Oprichting van de IJslandse voetbalclub Fylkir Reykjavík.
  - 1984 - In Amsterdam wint de Nederlandse bokser Alex Blanchard de Europese titel in het halfzwaargewicht door de regerend kampioen, de Fransman Richard Caramanolis, te verslaan.
  - 1995 - Amsterdam wint de landstitel in de Nederlandse hoofdklasse door HDM met 4-3 te verslaan in het tweede duel uit de finale van de play-offs.
  - 1997 - Borussia Dortmund wint de Champions League. In de finale in München zegeviert de Duitse voetbalclub met 3-1 ten koste van het Italiaanse Juventus.
  - 2000 - Zwemster Inge de Bruijn scherpt in Sheffield het wereldrecord op de 100 meter vrije slag aan tot 53,80. De mondiale toptijd was met 54,01 in handen van Jingyi Le.
  - 2003 - AC Milan wint de Champions League. In de finale in Manchester zegeviert de Italiaanse voetbalclub na strafschoppen (3-2) ten koste van Juventus.
  - 2011 - FC Barcelona wint de Champions League. In Wembley Stadium in Londen winnen zij met 3-1 in de finale van Manchester United FC. Edwin van der Sar speelt in deze wedstrijd zijn 601ste en laatste officiële wedstrijd in het betaalde voetbal.
  - 2012 - De politie in Polen, met Oekraïne gastland van het EK voetbal 2012, pakt 42 personen op, onder wie voetbalhooligans. Zij worden ervan verdacht deel uit te maken van een gewapende criminele bende, die betrokken is bij drugshandel en afpersing.
  - 2017 - Tom Dumoulin wint, als eerste Nederlandse wielrenner in de geschiedenis (bij de mannen), de Ronde van Italië. Na Jan Janssen en Joop Zoetemelk is hij de derde Nederlandse winnaar van een Grote Ronde.
  - 2017 - NAC Breda promoveert naar de Nederlandse eredivisie na een overwinning in de play-offs tegen NEC. Na 2 jaar is de ploeg weer terug in de eredivisie.
- Wetenschap en technologie
  - 1913 - Drie Fransen bereiken met een ballon als eersten een hoogte van meer dan 10.000 meter.
  - 1932 - De Afsluitdijk wordt om twee minuten over één 's middags gesloten; de Zuiderzee is nu het IJsselmeer.
  - 1959 - Lancering van de apen Able en Baker met een Jupiter raket voor een suborbitale vlucht. De dieren keren na een 15 minuten durende vlucht terug op Aarde en zijn daarmee de eerste primaten die een ruimtevlucht overleven.[2]
  - 1971 - Lancering van Mars 3, het eerste ruimtetuig dat een geslaagde landing maakt op Mars.
  - 2023 - Het Chinese passagiersvliegtuig Comac C919 maakt zijn eerste commerciële vlucht van Shanghai naar Peking.[3]

## Geboren

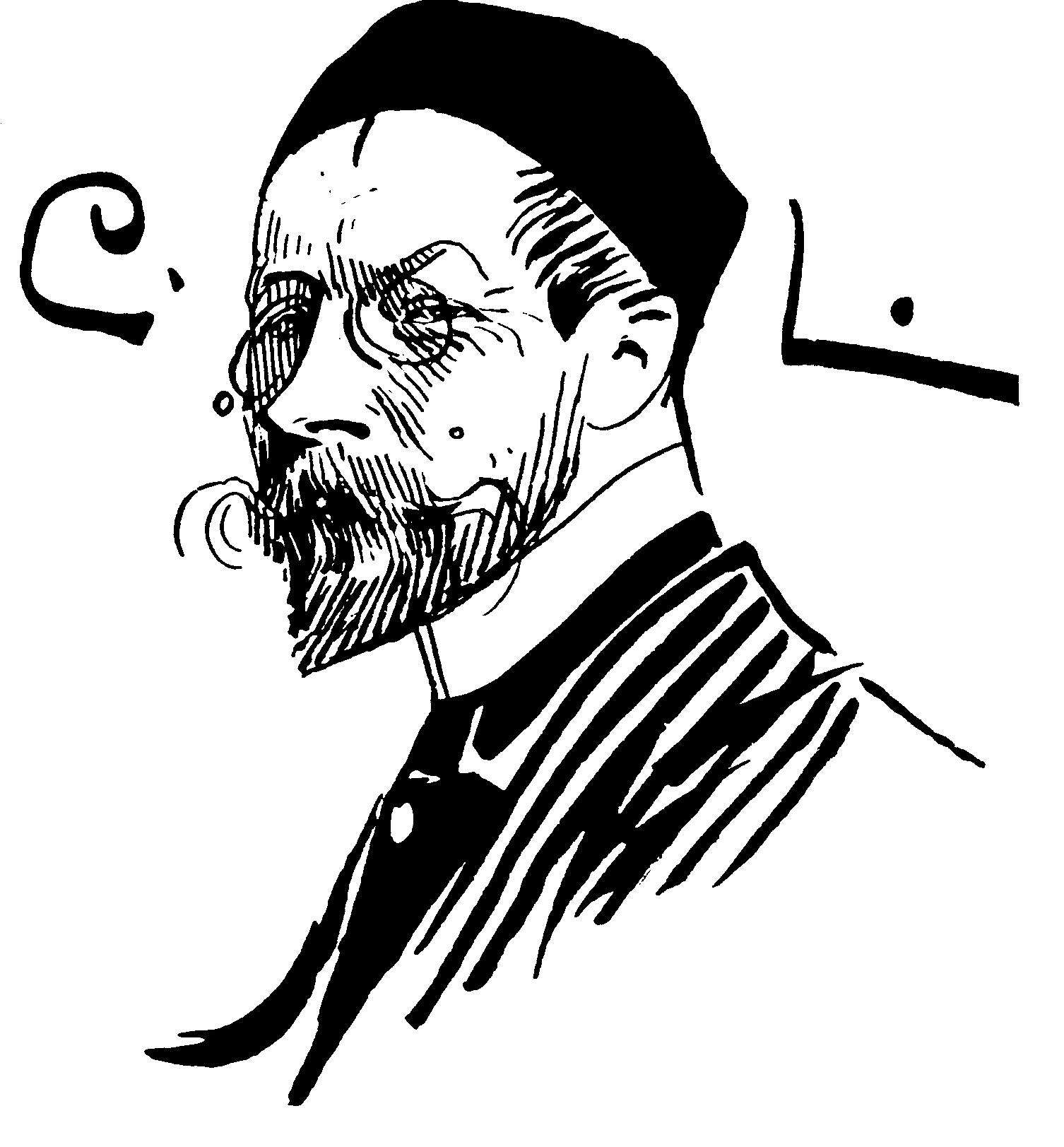
Carl Larsson
geboren in 1853

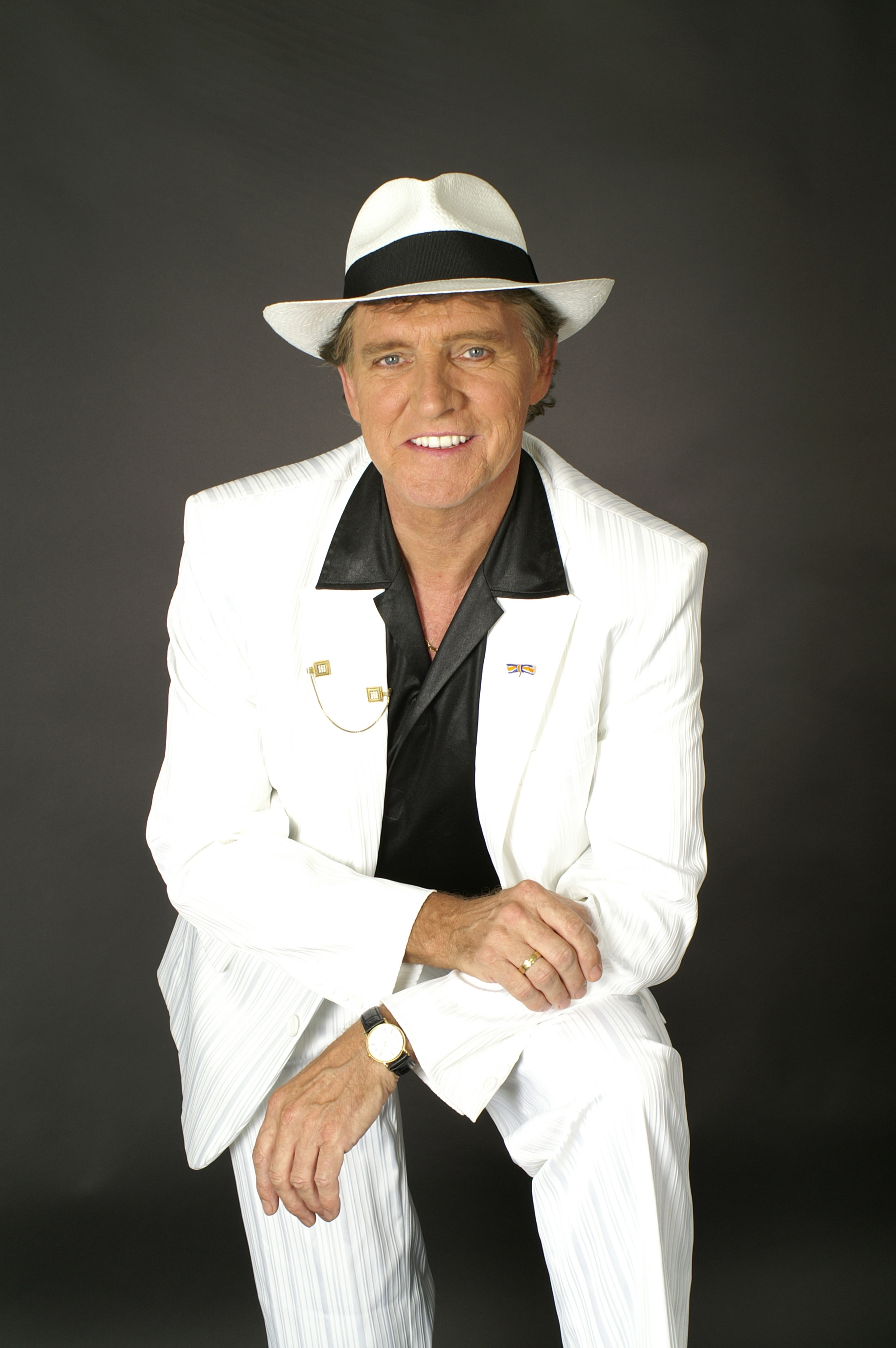
Jacques Herb
geboren in 1946

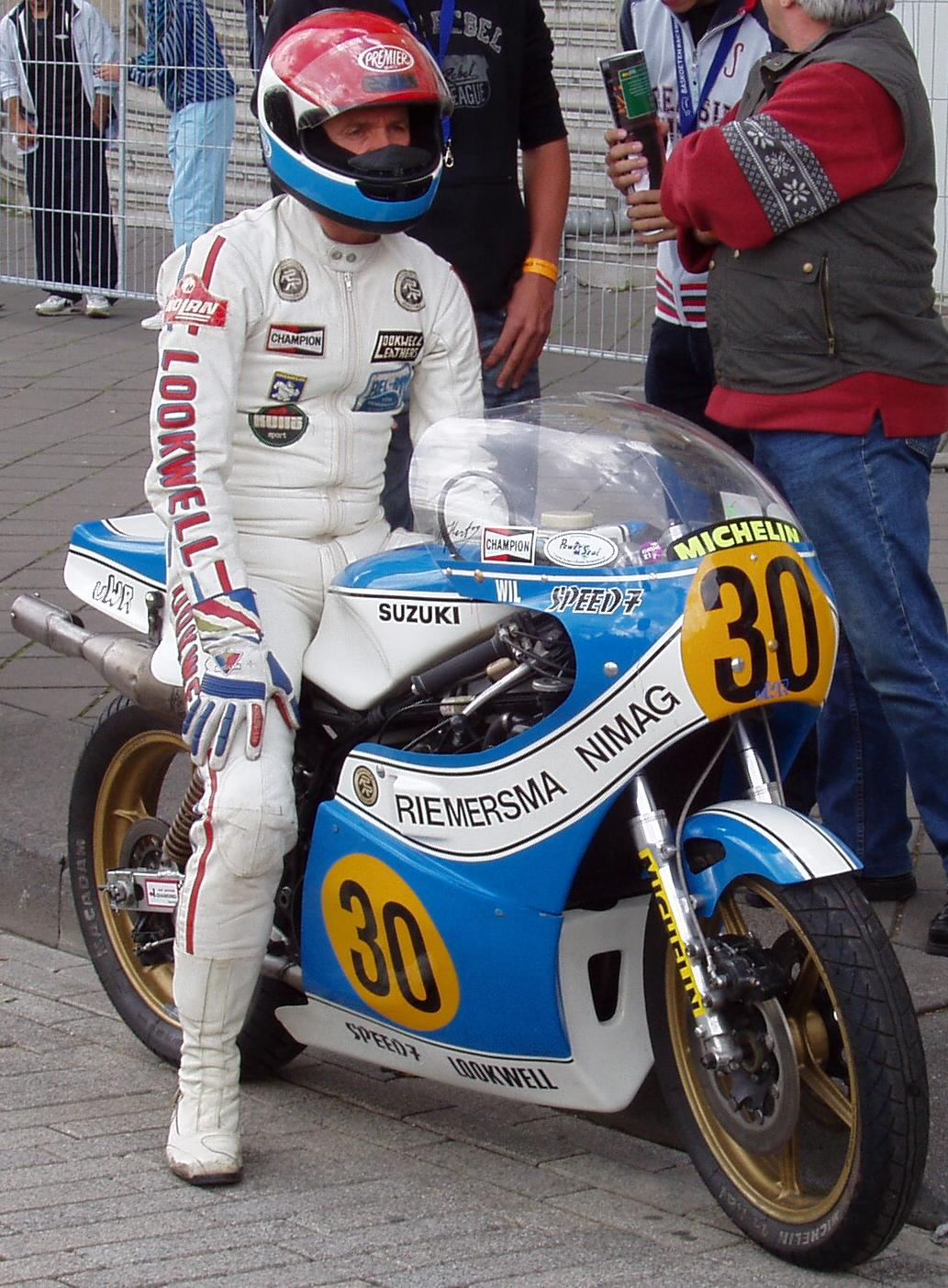
Wil Hartog
geboren in 1948

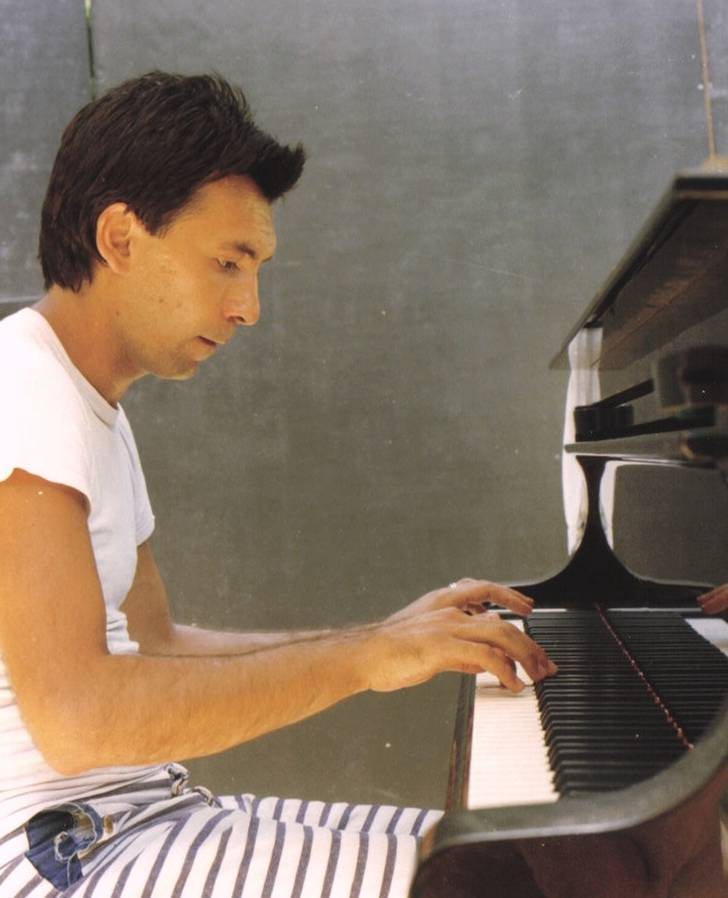
Youri Egorov
geboren in 1954

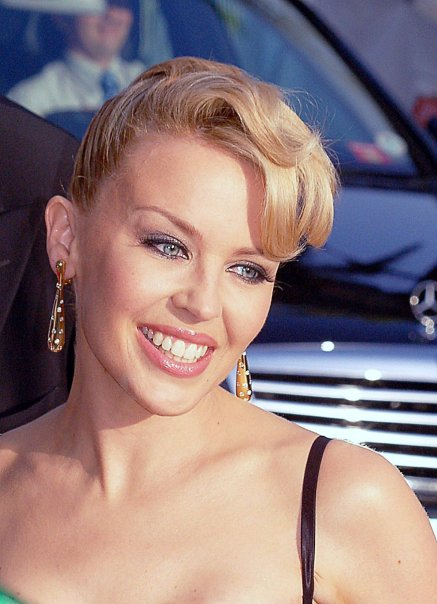
Kylie Minogue
geboren in 1968

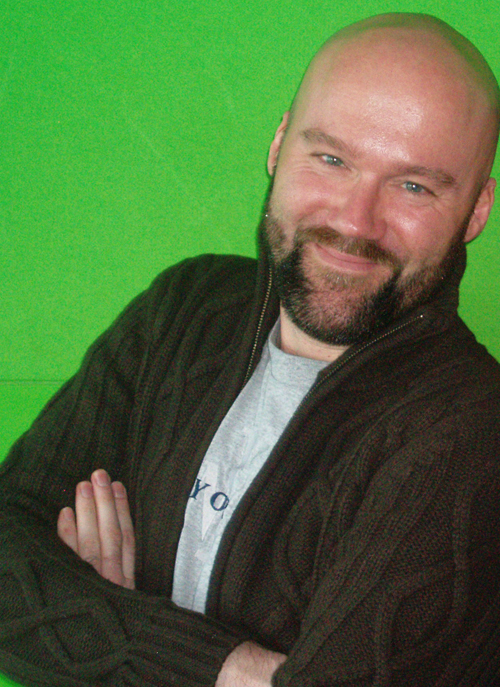
Richard Dreise
geboren in 1969

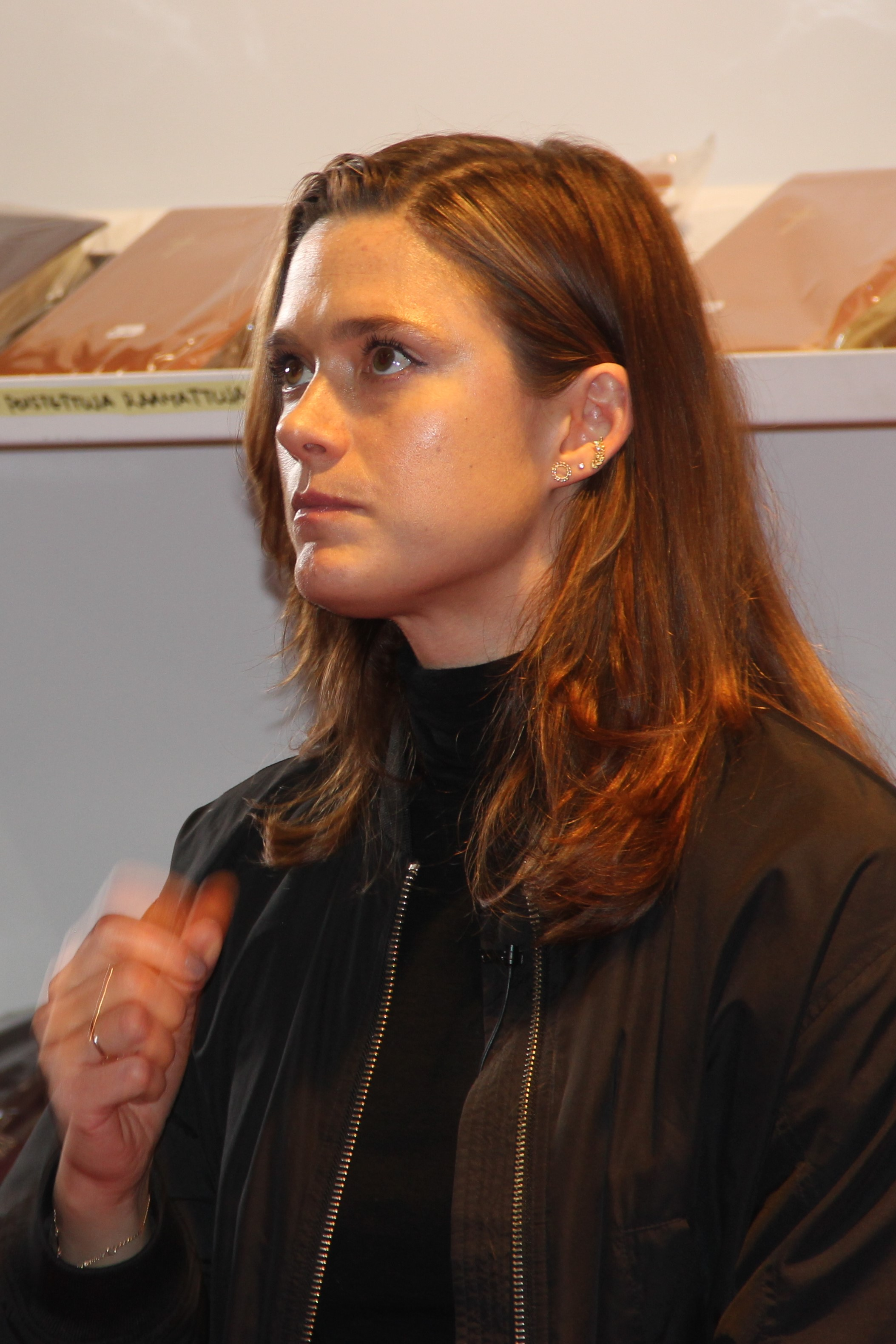
Krista Kosonen
geboren in 1983

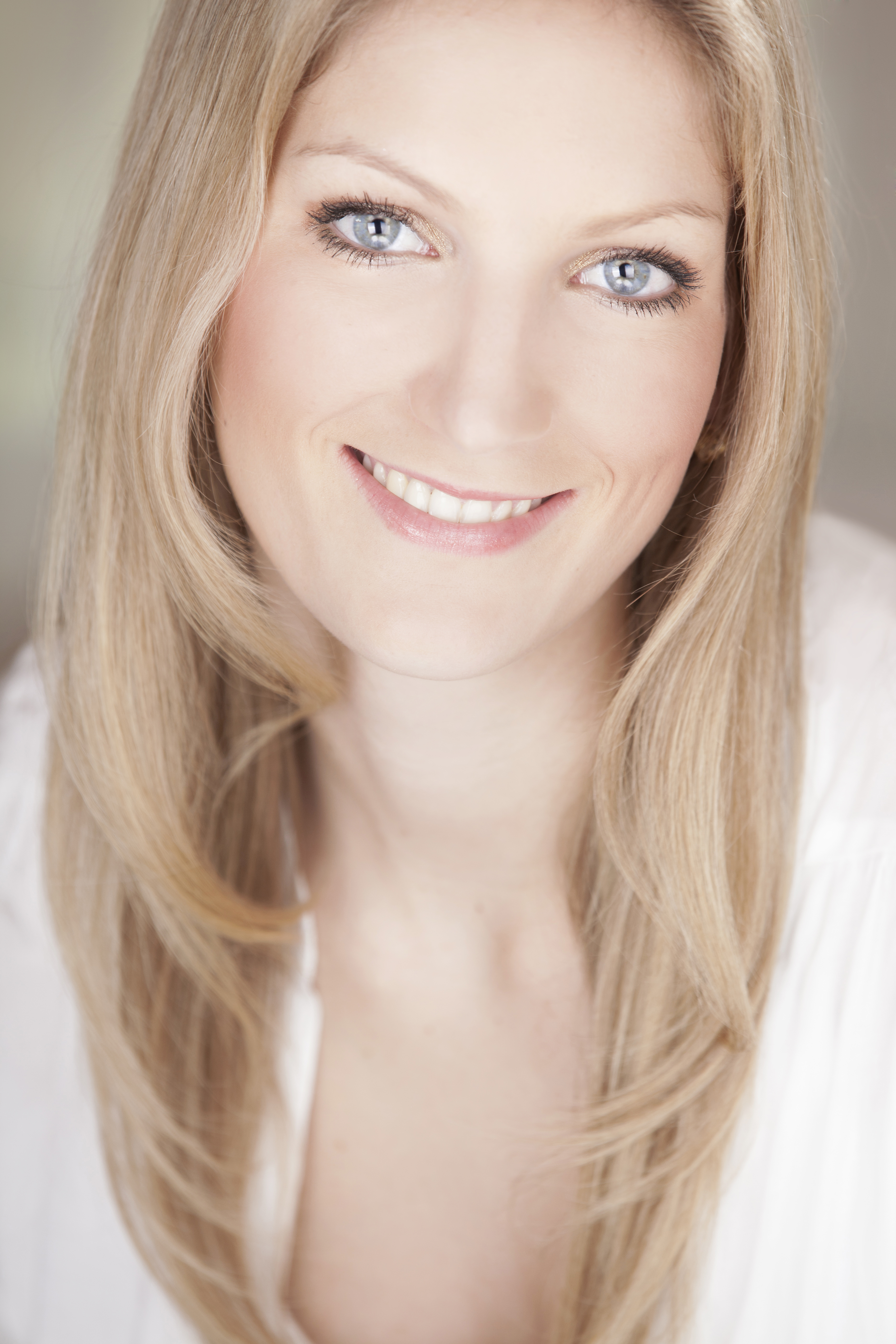
Daria Kinzer
geboren in 1988

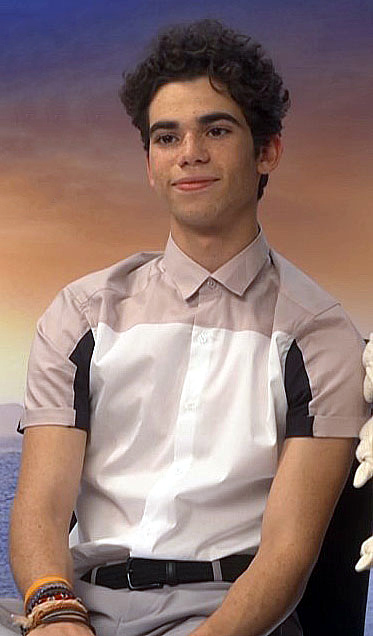
Cameron Boyce
geboren in 1999

- 1371 - Jan zonder Vrees, hertog van Bourgondië (overleden 1419)
- 1562 - Carlo Barberini, graaf van Monterotondo, luitenant-generaal van het Pauselijke leger (overleden 1630)
- 1660 - George I, Duits koning van Groot-Brittannië (overleden 1727)
- 1709 - Sophia Polyxena Concordia van Sayn-Wittgenstein-Hohenstein, vorstin van Nassau-Siegen (overleden 1781)
- 1735 - François Christophe Kellermann, Frans militair (overleden 1820)
- 1738 - Joseph-Ignace Guillotin, Frans arts (overleden 1814)
- 1759 - William Pitt de Jongere, Brits politicus; premier 1783-1801 en 1804-1806 (overleden 1806)
- 1760 - Alexandre de Beauharnais, Frans generaal (overleden 1794)
- 1779 - Thomas Moore, Iers dichter (overleden 1852)
- 1782 - Wouter Johannes van Troostwijk, Nederlands kunstschilder (overleden 1810)
- 1784 - Herman de Kat, Nederlands bankier en kunstverzamelaar (overleden 1865)
- 1809 - Louis Agassiz, Zwitsers-Amerikaans dierkundige en geoloog (overleden 1873)
- 1818 - P.G.T. Beauregard, Amerikaans generaal (overleden 1893)
- 1840 - Hans Makart, Oostenrijks schilder (overleden 1884)
- 1853 - Carl Larsson, Zweeds kunstenaar (overleden 1919)
- 1862 - Theodor Fischer, Duits architect en stedenbouwkundige (overleden 1938)
- 1862 - Jacob Daalder, Nederlands onderwijzer en schrijver (overleden 1935)
- 1865 - Gerrit Grijns, Nederlands voedingswetenschapper en hoogleraar (overleden 1944)
- 1870 - Lambertus Johannes Rietberg, Nederlands jurist (overleden 1924)
- 1872 - Charles Gmelin, Brits atleet (overleden 1950)
- 1872 - Otto Bahr Halvorsen, Noors politicus (overleden 1923)
- 1879 - Milutin Milanković, Servisch wiskundige (overleden 1958)
- 1881 - Augustin Bea, Duits curiekardinaal (overleden 1968)
- 1884 - Edvard Beneš, Tsjechisch president (overleden 1948)
- 1885 - Piet Zwart, Nederlands fotograaf, typograaf en industrieel ontwerper (overleden 1977)
- 1887 - Jim Thorpe, Amerikaans atleet (overleden 1953)
- 1889 - Richárd Réti, Hongaars-Tsjechisch schaker (overleden 1929)
- 1892 - Josef Dietrich, Duits SS'er (overleden 1966)
- 1892 - Henri Godding, Belgisch atleet (overleden 1980)
- 1898 - Andy Kirk, Amerikaans musicus (overleden 1992)
- 1903 - Gaston Duribreux, Belgisch schrijver (overleden 1986)
- 1903 - Johannes Zaaijer, Nederlands jurist (overleden 1988)
- 1908 - Ian Fleming, Brits schrijver (overleden 1964)
- 1908 - Egbert van Kampen, Nederlands wiskundige (overleden 1942)
- 1910 - T-Bone Walker, Amerikaans bluesgitarist (overleden 1975)
- 1912 - Jos Hanniken, Belgisch componist en dirigent (overleden 1998)
- 1912 - Patrick White, Australisch schrijver en Nobelprijswinnaar (overleden 1990)
- 1913 - Peter Mitchell-Thomson, Brits pair en autocoureur (overleden 1963)
- 1914 - Sjoerd Leiker, Nederlands schrijver en journalist (overleden 1988)
- 1920 - Maurice Desimpelaere, Belgisch wielrenner (overleden 2005)
- 1921 - Heinz G. Konsalik, Duits schrijver (overleden 1999)
- 1921 - Kay Werner Nielsen, Deens wielrenner (overleden 2014)
- 1923 - György Ligeti, Hongaars-Oostenrijks componist (overleden 2006)
- 1925 - Bülent Ecevit, Turks politicus (overleden 2006)
- 1925 - Dietrich Fischer-Dieskau, Duits bariton (overleden 2012)
- 1926 - Bob Benny, Belgisch zanger (overleden 2011)
- 1927 - Ralph Carmichael, Amerikaans componist en songwriter (overleden 2021)
- 1927 - Eddie Sachs, Amerikaans autocoureur (overleden 1964)
- 1929 - Bob Cleberg, Amerikaans autocoureur (overleden 2018)
- 1929 - Horst Frank, Duits acteur (overleden 1999)
- 1929 - Shane Rimmer, Canadees (stem)acteur (overleden 2019)
- 1930 - Frank Drake, Amerikaans astronoom en astrofysicus (overleden 2022)
- 1931 - Carroll Baker, Amerikaans actrice
- 1932 - Henning Christiansen, Deens kunstenaar (overleden 2008)
- 1933 - Thomas Price, Amerikaans roeier
- 1933 - Zelda Rubinstein, Amerikaans actrice (overleden 2010)
- 1933 - Bob Wente, Amerikaans autocoureur (overleden 2000)
- 1934 - Bill Baillie, Nieuw-Zeelands atleet (overleden 2018)
- 1934 - Bram van der Vlugt, Nederlands acteur (overleden 2020)
- 1935 - Anne Reid, Engels (televisie)actrice
- 1938 - Jerry West, Amerikaans basketbalspeler (overleden 2024)
- 1938 - Eppie Wietzes, Nederlands-Canadees autocoureur (overleden 2020)
- 1939 - Maeve Binchy, Iers schrijfster (overleden 2012)
- 1939 - Vida Jerman, Kroatisch actrice (overleden 2011)
- 1939 - Wojciech Karolak, Pools muzikant (overleden 2021)
- 1939 - Tom Thabane, Lesothaans politicus
- 1940 - Henk Bakker sr., Nederlands koopman en politicus (overleden 2008)
- 1940 - Hans Dulfer, Nederlands saxofonist
- 1941 - Jean Auréal, Frans motorcoureur (overleden 1985)
- 1941 - Klaas Leyen, Nederlands muziekproducent en zanger (overleden 2022)
- 1944 - Rudy Giuliani, Amerikaans politicus
- 1944 - Gladys Knight, Amerikaans zangeres
- 1944 - Billy Vera, Amerikaans zanger en songwriter
- 1945 - John Fogerty, Amerikaans zanger, gitarist en tekstschrijver
- 1945 - Leo Pleysier, Belgisch schrijver
- 1946 - Bruce Alexander, Engels acteur
- 1946 - Henk van Gelder, Nederlands journalist (overleden 2025)
- 1946 - Jacques Herb, Nederlands zanger
- 1946 - Alice Janmaat, Nederlands golfster
- 1946 - Eddy Treijtel, Nederlands voetbalkeeper
- 1947 - Leland Sklar, Amerikaans bassist
- 1948 - Wil Hartog, Nederlands motorcoureur
- 1948 - Sergej Olsjanski, Sovjet-Russisch voetballer en trainer
- 1948 - Alexander Sakkers, Nederlands politicus
- 1950 - James Harris, Amerikaans worstelaar (overleden 2020)
- 1952 - Adriaan Bontebal, Nederlands dichter (overleden 2012)
- 1952 - Mahmoud Jibril, Libisch politicus (overleden 2020)
- 1953 - Julius Vermeulen, Nederlands galeriehouder en postzegelontwerper (overleden 2024)
- 1954 - Townsend Coleman, Amerikaans stemacteur
- 1954 - Youri Egorov, Russisch-Nederlands concertpianist (overleden 1988)
- 1957 - Paul van Buitenen, Nederlands EU-topambtenaar en klokkenluider
- 1957 - Michael Dürsch, West-Duits roeier
- 1957 - Bob van der Houven, Nederlands omroeper, stemacteur en dialoogregisseur
- 1957 - Klaus Lindenberger, Oostenrijks voetballer
- 1957 - Antonio López Habas, Spaans voetballer en voetbaltrainer
- 1957 - Frank Schätzing, Duits schrijver
- 1958 - Barry Orton, Amerikaans professioneel worstelaar (overleden 2021)
- 1959 - Michel Dussuyer, Frans voetballer en voetbalcoach
- 1959 - Leopold Witte, Nederlands acteur
- 1961 - Mia De Schamphelaere, Belgisch politica
- 1962 - Jimmy Izquierdo, Ecuadoraans voetballer (overleden 1994)
- 1962 - James Michael Tyler, Amerikaans acteur (overleden 2021)
- 1963 - Eric Verberne, Nederlands ondernemer en homoactivist
- 1965 - Mike Musyoki, Keniaans atleet
- 1966 - Theo Bleckmann, Duits jazzzanger
- 1966 - David Michael Latt, Amerikaans filmproducent en filmregisseur
- 1966 - Ashley Laurence, Amerikaans acteur
- 1966 - Lieven Vandenhaute, Belgisch radio- en televisiemaker
- 1967 - Kajsa Ollongren, Nederlands politica
- 1968 - Bart De Pauw, Belgisch presentator, acteur en programmamaker
- 1968 - Kylie Minogue, Australisch zangeres en actrice
- 1968 - Annand Ramdin, Guyaans pokerspeler
- 1969 - Richard Dreise, Nederlands acteur
- 1969 - Nazmiye Oral, Turks-Nederlands schrijfster en actrice
- 1969 - Jaromir Radke, Pools schaatser
- 1970 - Glenn Quinn, Iers-Amerikaans acteur (overleden 2002)
- 1971 - Manuel Beltrán, Spaans wielrenner
- 1971 - Heidi Mark, Amerikaans actrice en model
- 1971 - Marco Rubio, Amerikaans Republikeins politicus
- 1972 - Michael Boogerd, Nederlands wielrenner
- 1973 - Paolo Amodio, Luxemburgs voetballer
- 1973 - Lionel Letizi, Frans voetballer
- 1974 - Bjørnar Vestøl, Noors wielrenner
- 1976 - Aleksej Nemov, Russisch turner
- 1976 - Diana Žiliūtė, Litouws wielrenster
- 1978 - Jimmy Casper, Frans wielrenner
- 1979 - Joeri Jansen, Belgisch atleet
- 1979 - Jon Phillips, Amerikaans ontwikkelaar en ontwerper
- 1980 - Mark Feehily, Iers zanger
- 1980 - Pete Philly, Nederlands zanger
- 1980 - Maimuna, Wit-Russisch violiste
- 1981 - Derval O'Rourke, Iers atlete
- 1983 - Alex Arseno, Braziliaans wielrenner
- 1983 - Jernej Damjan, Sloveens schansspringer
- 1983 - Krista Kosonen, Fins actrice
- 1983 - George Tanev, Bulgaars autocoureur
- 1984 - Heather McPhie, Amerikaans freestyleskiester
- 1984 - Frans van Zoest, Nederlands gitarist, zanger en tekstschrijver
- 1985 - Colbie Caillat, Amerikaans zangeres
- 1985 - Xavier Deschacht, Belgisch voetballer
- 1985 - Carey Mulligan, Brits actrice
- 1985 - Rhys Davies, Welsh golfer
- 1986 - Eline Berings, Belgisch atlete
- 1986 - Kara Denby, Amerikaans zwemster
- 1986 - Fabiano Machado, Braziliaans autocoureur
- 1986 - Charles N'Zogbia, Frans voetballer
- 1986 - Ingmar Vos, Nederlands atleet
- 1987 - Yoann Kowal, Frans atleet
- 1987 - Markus Malin, Fins snowboarder
- 1987 - Jessica Rothe, Amerikaans actrice
- 1987 - Leanne Smith, Amerikaans alpineskiester
- 1988 - Carmen Jordá, Spaans autocoureur
- 1988 - Daria Kinzer, Kroatisch zangeres
- 1988 - Dino Sefir, Ethiopisch atleet
- 1990 - Rohan Dennis, Australisch wielrenner
- 1990 - Miloš Kosanović, Servisch voetballer
- 1990 - Jamina Roberts, Zweeds handbalster
- 1990 - Kyle Walker, Engels voetballer
- 1991 - Alexandre Lacazette, Frans voetballer
- 1991 - Jamie Prebble, Nieuw-Zeelands freestyleskiër
- 1991 - Daniel Smith, Australisch zwemmer
- 1994 - John Stones, Engels voetballer
- 1995 - Lukas Gage, Amerikaans acteur
- 1999 - Cameron Boyce, Amerikaans acteur (overleden 2019)
- 1999 - Mari Leinan Lund, Noors Noordse combinatieskiester
- 2000 - Phil Foden, Engels voetballer
- 2000 - Axelle Klinckaert, Belgisch turnster
- 2000 - Taylor Ruck, Canadees zwemster
- 2000 - Niek van der Velden, Nederlands snowboarder
- 2001 - Derensili Sanches Fernandes, Nederlands voetballer
- 2002 - Bodil van den Heuvel, Nederlands voetbalster
- 2002 - Imani de Jong, Nederlands zwemster
- 2005 - Mattia Negrente, Italiaans wielrenner

## Overleden

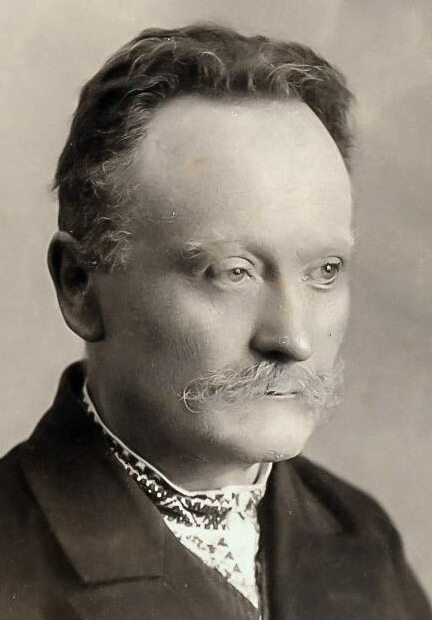
Ivan Franko
overleden in 1916

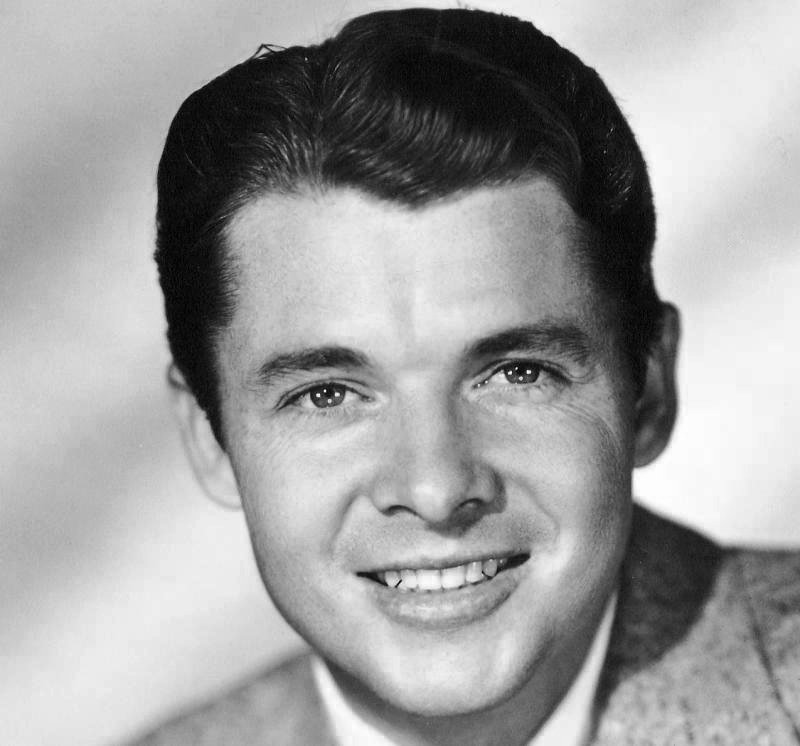
Audie Murphy
overleden in 1971

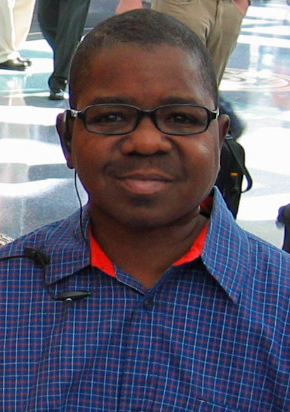
Gary Coleman
overleden in 2010

- 1023 - Wulfstan II, Engels aartsbisschop
- 1357 - Alfons IV van Portugal (66), koning van Portugal
- 1523 - Lodewijk I van Nassau-Weilburg (~50), graaf van Nassau-Weilburg
- 1747 - Luc de Clapiers de Vauvenargues (31), Frans schrijver
- 1749 - Adriaan van der Does (63), Nederlands bestuurder
- 1763 - Diego Silang (32), Filipijns opstandelingenleider
- 1787 - Leopold Mozart (67), Oostenrijks violist, muziekleraar en componist
- 1805 - Luigi Boccherini (62), Italiaans cellist en componist
- 1836 - Antonín Rejcha (66), Tsjechisch-Frans componist
- 1849 - Anne Brontë (29), Brits schrijfster
- 1872 - Sophie van Beieren (67), aartshertogin van Oostenrijk
- 1878 - John Septimus Roe (81), ontdekkingsreiziger en eerste landmeter-generaal van West-Australië
- 1891 - Peter Martin Duncan (70), Engels paleontoloog en zoöloog
- 1916 - Ivan Franko (59), Oekraïens schrijver en vertaler
- 1922 - Louis Hartlooper (58), Nederlands explicateur
- 1937 - Alfred Adler (67), Oostenrijks psycholoog en psychiater
- 1946 - Claus Schilling (74), Duits tropengeneeskundig nazioorlogsmidadiger
- 1943 - Anton van Teijn (79), Nederlands kunstschilder
- 1950 - Marc Sangnier (77), Frans jurist, theoloog en filosoof
- 1968 - Kees van Dongen (91), Nederlands kunstschilder
- 1970 - Iuliu Hossu (85), Roemeens kardinaal-bisschop van Cluj-Gherla
- 1971 - Audie Murphy (46), Amerikaans militair en acteur
- 1971 - Jean Vilar (59), Frans filmacteur en regisseur
- 1972 - Eduard VIII (77), koning van het Verenigd Koninkrijk en keizer van India
- 1973 - Frits Meuring (90), Nederlands zwemmer
- 1974 - Willem van Tijen (80), Nederlands architect
- 1975 - Lung Chien (59), Chinees filmregisseur en akteur
- 1981 - Stefan Wyszyński (79), Pools kardinaal-aartsbisschop van Gniezno en Warschau
- 1987 - Rudie van Lier (72), Surinaams wetenschapper en schrijver
- 1990 - Wim Effern (83), Nederlands atleet
- 1993 - Duncan Browne (47), Engels singer-songwriter
- 1996 - Buck (13), Amerikaans tv-hond
- 1998 - Phil Hartman (49), Amerikaans acteur, stemacteur, scenarioschrijver, komiek en grafisch ontwerper
- 1999 - Thierry Rijkhart de Voogd (54), Frans-Nederlands schilder
- 1999 - Petrus Van Teemsche (83), Belgisch wielrenner
- 2001 - Joop Overdijk (93), Nederlands atleet
- 2003 - Ilya Prigogine (86), Russisch/Belgisch scheikundige
- 2007 - Toshikatsu Matsuoka (62), Japans minister
- 2009 - Manuel Collantes (±92), Filipijns diplomaat, politicus en minister
- 2009 - Rob Hartoch (62), Nederlands schaker
- 2009 - François Rosson (89), Belgisch politicus
- 2010 - Gary Coleman (42), Amerikaans acteur
- 2010 - Jacob Kistemaker (93), Nederlands kernfysicus
- 2011 - Romuald Klim (78), Wit-Russisch kogelslingeraar
- 2013 - Gisèle d'Ailly-van Waterschoot van der Gracht (100), Nederlands kunstenares en kunstmecenas
- 2013 - Nino Bibbia (91), Italiaans bobsleeër en skeletonracer
- 2013 - Frank Lodeizen (81), Nederlands beeldend kunstenaar
- 2013 - Eddie Romero (88), Filipijns filmregisseur, producent en scriptschrijver
- 2013 - Alfons Sprangers (85), Belgisch politicus
- 2014 - Maya Angelou (86), Amerikaans schrijfster en dichteres
- 2014 - Malcolm Glazer (86), Amerikaans zakenman en voetbalclubeigenaar
- 2015 - Steven Gerber (66), Amerikaans componist
- 2016 - Giorgio Albertazzi (92), Italiaans acteur
- 2016 - David Cañada (41), Spaans wielrenner
- 2016 - Bryce Dejean-Jones (23), Amerikaans basketballer
- 2017 - Eric Broadley (88), Brits ondernemer, ingenieur, auto-ontwerper
- 2017 - Gerard Martijn (88), Nederlands politicus
- 2017 - Graham Webb (73), Brits wielrenner
- 2017 - John Wijdenbosch (44), Nederlands acteur
- 2018 - Dick Quax (70), Nieuw-Zeelands atleet
- 2019 - Apolo Nsibambi (80), minister-president van Oeganda
- 2020 - Gustaaf De Smet (85), Belgisch wielrenner
- 2020 - Robert M. Laughlin (86), Amerikaans antropoloog en auteur
- 2020 - Lennie Niehaus (90), Amerikaans saxofonist, arrangeur en componist
- 2020 - Bob Weighton (112), Brits supereeuweling en 's werelds oudste man
- 2021 - Jimi Bellmartin (72), Nederlands zanger
- 2021 - Benoît Sokal (66), Belgisch stripauteur
- 2022 - Evaristo Carvalho (80), Santomees politicus
- 2022 - Bo Hopkins (80), Amerikaans acteur
- 2022 - Bujar Nishani (55), president van Albanië
- 2023 - Owen Gingerich (93), Amerikaans astronoom
- 2023 - Harald zur Hausen (87), Duits arts, viroloog en Nobelprijswinnaar
- 2023 - Hein Schreuder (71), Nederlands bedrijfseconoom
- 2023 - Piet de Zoete (79), Nederlands profvoetballer
- 2024 - Jan van Munster (84), Nederlands kunstenaar
- 2025 - Al Foster (82), Amerikaans jazzdrummer
- 2025 - Muhammad Siad Hersi (76), Somalisch militair
- 2025 - Per Nørgård (92), Deens componist en muziekpedagoog
- 2025 - George E. Smith (95), Amerikaans wetenschapper en Nobelprijswinnaar
- 2025 - Ngũgĩ wa Thiong'o (James Ngugi) (87), Keniaans schrijver

## Viering/herdenking
- Azerbeidzjan: Nationale feestdag
- Ethiopië: Nationale feestdag

Nationale feestdag Azerbeidzjan

Nationale feestdag Ethiopië

- Armenië: Dag van de Republiek, onafhankelijkheid van de Transkaukasische Democratische Federatieve Republiek 1918
- Rooms-Katholiek kalender:
  - Heilige Germain van Parijs († 576)
  - Heilige Willem van Aquitanië († 812)
  - Heilige Bernardus van Menthon/Aosta, patroon van de alpinisten en berggidsen († 1008)
  - Zalige Margaretha Pole († 1541)
  - Zalige Stefan Wyszyński († 1981)
- Internationale Dag van de vrouwelijke hygiëne[4]

## Weerextremen

### Nederland
| | Officiële records | Officiële records | Officiële records |      | Landelijke records | Landelijke records | Landelijke records   |
| Gebeurtenis | Jaar              | Extreem           | Locatie           | Jaar | Extreem            | Locatie            |                      |
| --- | ----------------- | ----------------- | ----------------- | ---- | ------------------ | ------------------ | -------------------- |
| Laagste etmaalgemiddelde temperatuur (°C) | 1961              | 6,5               | De Bilt           |      | 1961               | 6,2                | Deelen               |
| Hoogste etmaalgemiddelde temperatuur (°C) | 2018              | 22,5              | De Bilt           |      | 2018               | 23,8               | Deelen               |
| Laagste minimumtemperatuur (°C) | 1961              | −0,2              | De Bilt           |      | 1961               | −1,2               | Deelen               |
| Hoogste minimumtemperatuur (°C) | 1954, 2001        | 15,5              | De Bilt           |      | 1992               | 17,5               | Rotterdam Geulhaven  |
| Laagste maximumtemperatuur (°C) | 1961              | 12,1              | De Bilt           |      | 1948               | 10,4               | Maastricht           |
| Hoogste maximumtemperatuur (°C) | 2018              | 29,7              | De Bilt           |      | 1954 2018          | 30,5               | Gilze-Rijen Deelen   |
| Hoogste uurgemiddelde windsnelheid (m/s) | 2000              | 13,0              | De Bilt           |      | 2000               | 25,0               | Vlissingen, IJmuiden |
| Hoogste windstoot (m/s) | 2000              | 26,0              | De Bilt           |      | 2000               | 34,0               | IJmuiden             |
| Langste zonneschijnduur (uur) | 1902              | 16,2              | De Bilt           |      | 1902               | 16,2               | De Bilt              |
| Langste neerslagduur (uur) | 2014              | 15,5              | De Bilt           |      | 2014               | 22,2               | Hoogeveen            |
| Hoogste etmaalsom van de neerslag (mm) | 1995, 2000        | 18,5              | De Bilt           |      | 1995               | 41,0               | Deelen               |
| Laagste etmaalgemiddelde relatieve vochtigheid (%) | 1954              | 45                | De Bilt           |      | 1992               | 43                 | Deelen               |
| Laagste uurwaarde luchtdruk op zeeniveau (hPa) | 2000              | 993,8             | De Bilt           |      | 2000               | 985,4              | Vlieland             |
| Hoogste uurwaarde luchtdruk op zeeniveau (hPa) | 2020              | 1035,9            | De Bilt           |      | 2020               | 1036,8             | Vlieland             |
| Officiële records worden altijd gemeten op het KNMI-weerstation in De Bilt. Landelijke records kunnen worden gemeten op elk officieel KNMI-weerstation in Nederland. |                   |                   |                   |      |                    |                    |                      |

Uitzonderlijke gebeurtenissen
- 1901 - Eerste officiële zomerse dag van het jaar (maximumtemperatuur ≥ 25 °C in De Bilt)
- 1954 - Officieel hoogste minimumtemperatuur in °C van het jaar gemeten in De Bilt: 15,5
- 1956 - Eerste officiële zomerse dag van het jaar (maximumtemperatuur ≥ 25 °C in De Bilt)
- 2014 - Landelijk maandrecord langste neerslagduur in uren van mei gemeten in Hoogeveen: 22,2
- 2024 - Landelijk hoogste uurgemiddelde windsnelheid in m/s van mei dit jaar gemeten in Oosterschelde en IJmuiden: 14,0 (voorlopig). Samen met 2, 3 en 29 mei

### België
Dagrecords
- 1961 - Laagste etmaalgemiddelde temperatuur 7,1 °C
- 1944 - Hoogste etmaalgemiddelde temperatuur 22,7 °C
- 1961 - Laagste minimumtemperatuur 1,1 °C
- 1944 - Hoogste maximumtemperatuur 30,7 °C
- 1984 - Hoogste etmaalsom van de neerslag 34,1 mm

Uitzonderlijke gebeurtenissen
- 2000 - Maximale windstoten van 108 km/h in Kleine-Brogel (Peer) en 112 km/h in Oostende.
- 2005 - Hoge minimumtemperaturen van 20,2°C in Deftinge (Lierde) en 20,0°C in Ukkel en Bilzen.

<< · 1 · 2 · 3 · 4 · 5 · 6 · 7 · 8 · 9 · 10 · 11 · 12 · 13 · 14 · 15 · 16 · 17 · 18 · 19 · 20 · 21 · 22 · 23 · 24 · 25 · 26 · 27 · 28 · 29 · 30 · 31 · >>